# 에렌페스트 정리

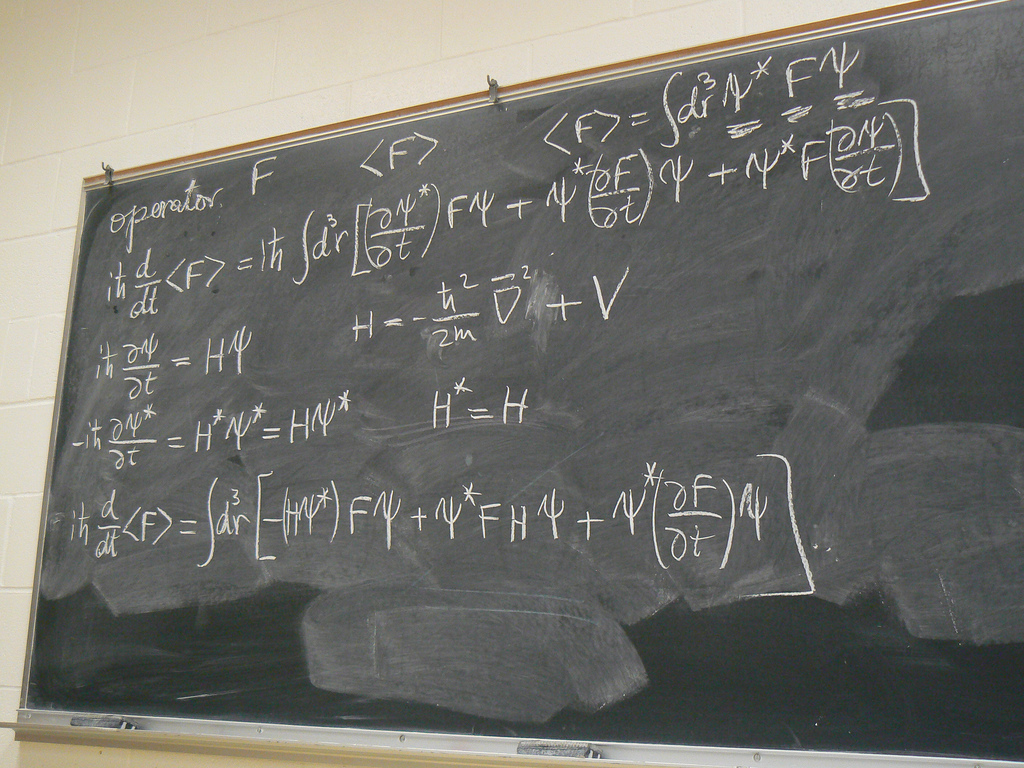
에렌페스트 정리

양자역학에서 에렌페스트 정리(Ehrenfest theorem)는 관측가능 연산자의 기댓값을 다루는 정리다. 오스트리아의 물리학자 파울 에렌페스트가 1927년에 증명하였다.

## 내용
하이젠베르크 묘사에서, 임의의 관측 가능한 연산자 {\displaystyle A(t)}는 시간에 따라 다음과 같이 변한다.
{\displaystyle {\frac {d}{dt}}A={\frac {\mathrm {i} }{\hbar }}[H,A]+{\frac {\partial A}{\partial t}}}.
하이젠베르크 묘사에서는 상태 벡터 {\displaystyle |\psi \rangle }는 바뀌지 않으므로, 양변에 다음과 같이 기댓값을 취할 수 있다.
{\displaystyle {\frac {d}{dt}}\langle A\rangle ={\frac {\mathrm {i} }{\hbar }}\langle [H,A]\rangle +\left\langle {\frac {\partial A}{\partial t}}\right\rangle (t)}.
이제 양변이 연산자가 아닌 일반 함수이므로, 이 식은 슈뢰딩거 묘사에서도 성립한다. 이 식을 에렌페스트 정리라고 한다.